# Get Millie Black
Get Millie Black est une série télévisée policière britannique en cinq épisodes imaginée par l'écrivain jamaïcain Marlon James. Elle est diffusée à partir de décembre 2024 sur la plateforme Max.

## Synopsis
Get Millie Back suit l’enquête de Millie-Jean Black (Tamara Lawrance), une inspectrice de Scotland Yard rentrée à Kingston, dans le pays de son enfance, la Jamaïque. A l'âge de 12 ans, sa mère l'avait envoyée chez une parente à Londres. Elle laisse derrière elle son frère Orville, dont on lui dit qu'il est décédé, et ne retourne en Jamaïque qu'à la mort de sa mère qui lui a léguée la maison. Elle y retrouve une sœur transgenre qu'elle croyait morte, Hibiscus (Chyna McQueen), et qui vit de façon précaire dans un canal sous la protection des Gully Queens. Parallèlement, elle enquête sur la disparition d'une jeune fille de 16 ans,.

## Distribution
- Tamara Lawrance (en) (VF : Fily Keita) : Millie-Jean Black
- Joe Dempsie (VF : Arthur Khong) : Luke Holborn
- Gershwyn Eustache Jnr (VF : Daniel Njo Lobé) : Curtis
- Chyna McQueen (VF : Maëva Trioux) : Hibiscus
- Nestor Aaron Absera (VF : Jean-Rémi Tichit) : Corsica
- Peter John Thwaites (VF : Serge Faliu) : Freddie Summerville
- Shernet Swearine : Janet Fenton

 Source et légende : version française (VF) sur RS Doublage et le carton du doublage français en fin d'épisode.

## Production

### Développement

#### Aux origines du projet
La création de Get Millie Back par Marlon James, avec une coproduction par la BBC pour Channel 4 et par HBO, est dévoilée en décembre 2021. La série a pour maison de production la société Motive Pictures, fondée par Simon Maxwell, un ancien cadre de Channel 4, qui avait déjà créé la série britannique Deep State, en 2018. Il est accompagné par d'autres producteurs exécutifs : Leopoldo Gout, Jami O'Brien et Marlon James.
La série a été imaginée par le romancier jamaïcain  Marlon James, notamment récompensé par le Man Booker Prize en 2015 pour son livre Brève histoire de sept meurtres. L'écrivain explique avoir été influencé dans la création de la série par les "Gully Queens in Jamaica", un groupe de personnes LGBTQ qui n'existait plus quand son idée de série a été acceptée en 2021. Il avait notamment vu un documentaire sur Channel 4 qui leur avait été consacré. Il s'agit de la première série qu'il écrit et raconte avoir eu comme sources d'inspiration les séries True Detective et Happy Valley. Le personnage de Millie-Jean Black, l'héroïne principale de la série, a pour modèle Shirley Dillon-James, la mère de Marlon James, qui travaillait dans la police.
De son côté, l'actrice britannique Tamara Lawrance s'est sentie proche du rôle de Millie-Jean Black, ayant une mère jamaïcaine. Pour maîtriser correctement le vocabulaire jamaïcain, elle a bénéficié de l'aide de Fae Ellington, une personnalité jamaïcaine des médias.

#### Le tournage
Marlon James se disait ravi qu'une série télévisée importante et internationale mette en avant pour la première fois son pays natal, la Jamaïque. Le tournage y a commencé le 2 mai 2022. Il s'est déroulé d'abord dans la capitale, à Kingston. Notamment dans le quartier Sherlock Crescent, puis Hellshire hills à Portmore, à Sainte-Catherine; dans le commissariat de Hunt’s Bay, Braemar Avenue, Ravinia, Strathmore Great House dans le Corporate Area. Des scènes ont plus tard été tournées à Londres.
Les participants au tournage, en Jamaïque, ont reçu en juillet 2022 la visite sur le plateau du sénateur jamaïcain Aubyn Hill, en sa qualité de responsable au ministère de l'industrie, de l'investissement et du commerce.
Des épisodes de la série ont été réalisés par Tanya Hamilton, une Américaine d'origine jamaïcaine. Avant de mettre en scène de nombreux épisodes de séries télévisées (Scream, Snowfall, Big Sky...), elle avait réalisé en 2011 son premier long-métrage Night Catches Us, interprété par les acteurs Kerry Washington, Anthony Mackie, Jamie Hector et Wendell Pierce.
Le tournage s'est achevé en septembre 2022.

#### La post-production
Get Millie Back rentre en post-production en 2023. Le montage sonore s'est révélé complexe, puisqu'il fallait veiller à la clarté des dialogues dans un environnement urbain bruyant, en plus des différents patois et accents régionaux. Une première bande-annonce est diffusée par HBO en novembre 2024.

### Fiche technique
- Scénaristes : Theresa Ikoko, Lydia Adetunji et Joshua St Johnston
- Réalisateurs : Tanya Hamilton et Annetta Laufer
- Producteurs exécutifs : Simon Maxwell, Leopoldo Gout, Jami O'Brien et Marlon James
- Société de production : Motive Pictures[25]
- Montage sonore : Gareth Bull et Gibran Farrah de la société britannique Picture Shop[23]

## Épisodes
1. Millie
2. Hibiscus
3. Holborn
4. Janet
5. Curtis

## Diffusion
La série est sortie le 25 novembre 2024 sur la plateforme Max. Elle doit être diffusée sur la chaîne britannique Channel 4 en 2025.

## Accueil
L'agrégateur de critiques Metacritic accorde à la série le score de 79 sur 100, fondé sur onze critiques.
La série reçoit un accueil globalement favorable dans les médias francophones. Pour le Courrier International, « l’ensemble doit beaucoup au talent de l’actrice principale », Tamara Lawrance. La Libre Belgique souligne aussi la qualité des actrices Tamara Lawrance et Chyna McQueen qualifiant la série de « brutale, poétique, passionnante, différente de tout ce qu'on a pu voir dans le genre depuis longtemps ». Le Monde estime que « Get Millie Black détonne au milieu d’un paysage sériel actuellement très prévisible », grâce à son « portrait bouillonnant d’une société postcoloniale divisée mais avide de justice ». Les Echos apprécient ce « polar nerveux et dépaysant ».
Parmi les avis plus mitigés, celui du Point, pour qui « le récit policier de Get Millie Black reste très classique, les personnages très peu surprenants ».

## Liens
- Ressource relative à l'audiovisuel :   - IMDb